# A. D. Meiselbach Motor Vehicle Company
A. D. Meiselbach Motor Vehicle Company war ein US-amerikanischer Hersteller von Kraftfahrzeugen.

## Vorgeschichte
August D. Meiselbach stellte in Chicago Fahrräder her. Außerdem war er an der Meiselbach Typewriter Company beteiligt, die Schreibmaschinen herstellte. 1903 gründete er zusammen mit dem Techniker E. T. McKaig und einem weiteren Partner aus Chicago die McKaig Friction Drive Vehicle Company in Washington, D.C. Die Fabrik sollte in Chicago stehen. 1908 wurde die Automobilproduktion angekündigt. Daraus wurde nichts. Die Partner trennten sich, ohne ein Fahrzeug hergestellt zu haben.

## Unternehmensgeschichte
Meiselbach gründete Mitte 1904 sein eigenes Unternehmen. Partner waren Fred D. Clinton, Byron R. Godfrey und A. N. Miller. Eine Fabrik in North Milwaukee in Wisconsin wurde erworben. Ende desselben Jahres begann die Produktion von Lastkraftwagen. Der Markenname lautete Meiselbach. 1909 endete die Produktion. Personenkraftwagen entstanden nur wenige. Sie wurden überwiegend innerbetrieblich oder durch ihre Verkäufer eingesetzt. Eine zweite Quelle bestätigt, dass zwischen 1904 und 1909 Pkw entstanden.

## Fahrzeuge
Die Pkw waren Highwheeler.
Der erste Lkw war mit einer Tonne angegeben. Später folgten Zwei- und Dreitonner.